# Jean-Luc Tartarin
 (décembre 2017).
Si vous disposez d'ouvrages ou d'articles de référence ou si vous connaissez des sites web de qualité traitant du thème abordé ici, merci de compléter l'article en donnant les références utiles à sa vérifiabilité et en les liant à la section « Notes et références ».
 (décembre 2017).
Pour les articles homonymes, voir Tartarin.
Jean Luc Tartarin, né le 4 septembre 1951 à Metz, est un photographe français.

## Biographie
Jean-Luc Tartarin est né à Metz en 1951. Il explique être « venu à la photographie par le sentiment de profondeur de la forêt. Dans quelques microns de sel d’argent, ce média restitue ce sentiment de profondeur infinie. Quand on pénètre dans l’épaisseur du végétal, on est dans l’épaisseur picturale ».
Autodidacte, il décroche à 20 ans le prix Niépce, présentant un ensemble d'images en noir et blanc,. Depuis deux ans, il a la responsabilité d’un laboratoire photographique à Publi-Est, agence conseil en communication nouvellement créée et dirigée par Simon Gerstenhaber à Metz. Il y découvre l’outil photographique et le travail de laboratoire, fasciné par la lumière, et son pouvoir de captation. La photographie va lui permettre de transcrire, dans un contact direct, un rapport à la nature qui rythme sa vie depuis son enfance à la campagne.
Le jury décernera le prix à l’unanimité[réf. nécessaire], au vu d’un dossier de 180 images noir et blanc, paysages et portraits des proches du photographe et de son environnement. Plus jeune lauréat depuis la création du prix en 1955, il va rencontrer lors de l’exposition de ses travaux à la galerie de la Société Française de Photographie, rue Montalembert à Paris, des personnalités marquantes du milieu de la photographie. Jean-Claude Lemagny, alors nouvellement nommé à la Bibliothèque nationale au poste de conservateur au Cabinet des estampes et de la photographie, restera toujours attentif à son travail. Jean Dieuzaide, dont l’exposition avait lieu à la Galerie La Demeure, apportera un soutien amical et enthousiaste. Il fera connaissance de Jean-Claude Gautrand, Jean-Pierre Sudre, Denis Brihat. Brassaï prendra le temps de voir son dossier, ce sera un moment de dialogue fondateur, sur la lumière et la matière photographique. Un très beau texte d’Yves Lorelle sera publié dans Photo-Ciné-Revue en avril 1971, un texte de Catherine Juin dans Photographie nouvelle.
Ces images de la première époque de jeunesse ont posé les bases du travail à venir. Mais dans les années 1970, l’affirmation d’un travail très éloigné des préoccupations de l’époque, le reportage et la photographie humaniste, et qui interroge le médium dans ses spécificités, laissa Jean-Luc Tartarin relativement seul avec son travail.
L’année 1972 sera l’année de la réforme des écoles d’art en France. Un poste de photographie est créé à l’école des Beaux-Arts de Metz. Premier professeur de photographie dans une école d’art, à 21 ans, Jean-Luc Tartarin développera son enseignement en département Communication dans les premières années. La particularité de l’option photo, outre l’apprentissage du médium, est d’être une option de création. Il va user de cette particularité pour permettre aux étudiants qui le veulent d’affirmer avec la photographie une pratique artistique à part entière. Son atelier intègrera le département Art dans les années 80.
En 1984, il crée avec sa femme Michèle Tartarin l’association Metz pour la photographie. L’association présentera durant plusieurs années un cycle d’expositions thématiques et monographiques, des colloques et commandes, en privilégiant les jeunes photographes. L’exposition « Théâtre des Réalités », montée à Metz en 1986, sera reprise à Paris au Palais de Tokyo, sur une invitation de Robert Delpire. En parallèle, il initie la collection photographique du Frac Lorraine, (1985-1991) et siège dans de nombreuses commissions à l’invitation du Ministère de la Culture ainsi qu’au Conseil d’orientation de l’École nationale supérieure de la photographie d’Arles.
Il a cessé son enseignement en 2013 et se consacre à son travail[réf. nécessaire].

### Chronologie
- 1968-1971 : Les années du prix Niépce

Un travail en noir et blanc, tirages baryté au format 30 x 40. Portraits de sa mère, sa petite sœur Mireille et son amie Anna à la fenêtre, les enfants des rues dans les quartiers du Vieux Metz. Il interroge également les possibilités de transformation des sels d’argent au travers des séries d’oxydation ; les images produites à partir des portraits de son frère Jean-Marc et de sa maman Odette, font surgir des couleurs étranges, des bleus, des jaunes, l’image devenant un pur miroir d’argent. La forêt, les arbres, restent le sujet de prédilection, dans la proximité du territoire d’enfance et aux saisons qui seront toujours préférées, l’automne, l’hiver, pour creuser, sur ce territoire restreint, la question centrale de la profondeur. « Je sentais que je pouvais transformer un instant en tableau. »
- 1971-1973 : Les moutons

Série réalisée durant trois hivers, dans la proche campagne messine. Cette étude, d’une centaine d’images, se voit comme une véritable quête lumière-matière, pour aller vers une plus grande maîtrise à faire des images qui nous parlent de la magnificence de la matière photographique.
- 1972-1978 : Michèle et Bruno

Sa femme et son fils sont les modèles au fil du temps de ces images, réalisées en Ektachrome 6 x 6, qui seront tirées sur papier Cibachrome vingt ans après les prises de vue, dans les années 2000. En parallèle, depuis 1971, il réalise en noir et blanc des images narratives, instants de vie à la campagne.
- 1968-1997 : Arbres

La forêt devient l’atelier du photographe. D’abord géographique, c’est le même territoire, celui de l’enfance. Le protocole consiste à décider du moment atmosphérique, de l’heure, de la saison. Ensuite, aller, marcher, pour trouver. La forêt devient le motif. « Je suis à l’intérieur de cette qualité d’espace que mon regard et mes sens dessinent, j’attire à moi cet espace, je m’en approprie, et d’un geste de découpe, je fais l’image ». Cette épaisseur ressentie, qui a quelque chose à voir avec la picturalité, devient purement photographique par ce geste juste et par l’incrustation sur l’émulsion de cette image pré-visualisée, en maîtrisant l’outil et la chimie photographique. À ce moment, tous les paramètres, de la prise de vue au tirage, ne font qu’un. Arbres 1983/1989, Textes Régis Durand, Alain Coulange, Bernard Huin - Musée d'art ancien et contemporain, Épinal, 1995.
- 1989-1991 : Venezia, Fragments

« Le résultat est surprenant. Plastiquement, d’abord, cela donne des images très denses, aux noirs et aux gris superbes, dans lesquelles la lumière intérieure au tableau semble reprendre son autonomie et littéralement éclairer la photographie. En même temps, la découpe frontale de la photographie, au téléobjectif qui plus est, extrait de la dynamique du tableau des formes étranges, non pas tant des détails que des formes en transit, en lévitation, comme en route vers une transformation, une anamorphose peut-être, une migration. Voilà donc un travail strictement photographique, qui donne à relire la peinture avec tout ce qu’elle porte en elle d’instabilité, de stratification d’intentions et d’illusion. » Régis Durand, Art Press avril 1993. Fragments, Venezia 1989/1991, texte Eliane Escoubas, Bibliothèque nationale, Paris - École des Beaux-Arts de Metz - École d’Art de Tourcoing  (ISBN 2909-588-01-7)
- 1991 : Tableaux de la nature

Commande du Parc naturel régional de Lorraine, ces Tableaux de la nature vont anticiper les séries couleur à venir. La lumière en photographie révèle le paysage. Celle de l’été 1991, particulièrement éblouissante, et la saturation chromatique délibérée des images vont idéaliser les paysages lorrains. À l’origine, la motivation première et intuitive a été la recherche du Beau Merveilleux. Celui-ci s’est imposé avec évidence.
- 1997-2003 : Grands Paysages, Bestiaire, Fleurs et Ciels

En 1997, le travail noir et blanc est clos, toutes les séries tirées par l’auteur. Le choix de la couleur s’impose. Les formats et la nature des pièces produites vont s’affirmer et prendre la forme tableau, une évidence qui affirme présence et contemplation. Un nouvel ensemble est constitué, dont de larges extraits seront montrés au musée de la Cour d'Or à Metz en 2010. Pendant six années, sur un territoire là aussi restreint, dans les alentours de sa maison de Meuse, à l’aube ou au crépuscule, le protocole nécessaire à l’unité chromatique de l’ensemble. L’idée première a été la notion de Grand Paysage, paysage ouvert, la frontalité d’un espace large, dont l’amplitude absorbe le regard. « Faire l’image, cadrer, tout maîtriser, lumière, profondeur, par cette découpe, amener le réel, là, devant moi, faire advenir l’image déjà présente, la prévisualiser, en faire ce grand paysage. » Dans cette même intention vont s’intégrer les acteurs du Bestiaire, l’âne, le cheval, le bœuf, qui marquent le paysage et le façonnent. Présences singulières qui surgissent dans l’image. « La présence, le poids, dans l’espace, de ces êtres-là, posés sur terre, primitifs, parfois touchants et somptueux dans leur présence, m’ont permis des instants intenses. Les Fleurs, la plupart des bords de route, en lisière de champs, m’ont données leur éclat, tel un hymne à la beauté du monde. » La série Ciels a été déterminée par le lieu de prise de vue, invariable, en Meuse, depuis la grande cour de la maison, en cadrant le ciel qui la surplombe. « Je suis dans l’attente de ces moment très fugitifs, chaque ciel est un moment du monde, qui perd son caractère géographique pour devenir météorologique; ce moment de la journée se fait moment d’éternité, et devient un bloc de sensations colorées. » Les tirages de ces séries sont réalisés sur papier Cibachrome, sous Diasec, encadrés caisse américaine au format 127 × 157 cm. Monographie Jean Luc Tartarin, textes Sally Bonn, Laurent Le Bon, Régis Durand - Éditions Somogy & Musée de la Cour d’Or, Metz, 2010  (ISBN 978-2-7572-0411-5)
- 1999-2000 : Ligier Richier, l’Âme et le corps

Commande du conseil général de la Meuse. L’œuvre sculptée du Maître de la Renaissance, dans le silence des églises meusiennes oblige à un face à face avec les personnages mythiques du sculpteur. Une approche à la fois descriptive et interprétative de l’œuvre, pour répondre aux impératifs de la commande. Deux ouvrages : Ligier Richier, la mise au Tombeau de St Mihiel, et Ligier Richier, textes Bernard Noël et Paulette Choné - Serge Domini Éditeur  (ISBN 2-912645-17-4 et 2-912645-20-4)
- Novembre 2002 : Lei, Venezia

Lei, elle ou vous, Michèle, sa femme, à Venise. Une nouvelle fois un lieu clos, une chambre d’hôtel, des fenêtres ouvertes sur la lumière de la Cité en fin d’automne, saison préférée du photographe. Lumière et temps donnés, sans contrainte; demander à son modèle de poser, laisser le temps intensifier la présence, ne pas se dérober au regard qui la fixe. « Mais de fait Michèle est le support temporel des sensations que tu tentes de retenir, celle du temps de l’effusion de la lumière, du souffle et de la vie : l’improbable de l’apparition. Tu as gardé l’inquiétude de l’image, tu sais qu’elle ne t’est jamais donnée, que tu dois sans répit la réinventer ; la photographie avec ses données techniques en est un moyen comme l’huile et les pinceaux pour le peintre, rien de plus. Le mystère est ailleurs, celui de rassembler les membres éparpillés de la présence, de la vie, et d’en rétablir la connexion dans l’image avec son invisibilité. » Eric Corne. Lei, Textes Eric Corne et Muriel Enjalran - Musée Georges-de-La-Tour, Vic-sur-Seille, 2005
- 2004-2016 : Entre(s)
- 2017-2021 : Re-prendre

Inventer de nouvelles formes et bousculer les protocoles liés à la pratique de la photographie sont les axes qui animent et motivent ces nouvelles séries. Mélanger analogique et digitale par couches et ainsi explorer de nouveaux territoires de la picturalité, absorber le réel en le transformant en une matière malléable. Le bruit numérique et les artefacts des pixels générant des couleurs sur un mode aléatoire. L’accumulation des couches en s’agglomérant offre une épaisseur, une matière propre et inédite jusqu’à la forme voulue qui affirme ainsi, parfois jusqu’à l’excès sa puissance esthétique. Saisi sur le motif, Entre(s) - dans la forêt qui est mon atelier, ou emprunter au vaste lexique des images des pionniers de la photographie, comme Re-prendre, initié en 2017, le protocole consiste à dissoudre la ou les images (qui sont des matrices origine) et à recréer, dans un processus d’apparition-disparition, une matière nouvelle, ambiguë, quasi picturale, où l’œuvre se construit dans un temps long, imprégné de l’histoire des images.
Faire l’image, se laisser guider par l’imprégnance[Quoi ?], affirmer une réalité mouvante, à volonté, qui reste tendue vers un rendu prévisualisé, intuitif, par gestes précis, faire apparaître forme et surface; savoir l’œuvre là, déjà, présente dans son format, sa matière propre, donnant au regardeur à éprouver cette nouvelle perception. La matérialité des pièces s’affirme alors dans une plasticité qui est libérée du trop réel photographique et offre la luxuriance d’une palette infinie. Un tout de nature, textes Éloïse Conesa et Pierre-Jean Sugier, Fondation Fernet Branca, 2019  (ISBN 978-2-9570552-1-0)

## Collections
- Fonds national d'art contemporain, Paris
- Bibliothèque nationale, Paris
- Musée d’art moderne et contemporain, Strasbourg
- Musée départemental d'art ancien et contemporain, Épinal
- Musée national d'Art moderne, Paris
- Musée départemental Georges-de-La-Tour, Vic-sur-Seille
- Musée Nicéphore-Niépce, Chalon-sur-Saône
- Maison européenne de la photographie, Paris
- Fonds régional d'art contemporain de Lorraine
- Collection Antoine de Galbert
- Artothèque, Montpellier
- Château d'eau, Toulouse
- Artothèque, Conseil général de la Meuse
- Artothèque, Conseil général de la Moselle
- Banque populaire de Lorraine Champagne
- Musée de la Cour d'Or, Metz
- Musée de la Chasse et de la Nature, Paris

## Commandes publiques
- 1988 : L’Art des Ponts, Centre National de la Photographie, Paris
- 1991 : Tableaux de la Nature, Parc Naturel Régional de Lorraine
- 1998 : Hölderlin, Lectures 1 à V, Bibliothèque Universitaire de Metz
- 1999 : L’Éclipse, Fonds National d’Art Contemporain, Paris
- 2000 : Ligier Richier, l'Âme et le Corps, Conseil Général de la Meuse, Bar le Duc

## Prix, récompenses
- 1971 : Prix Niépce[2]
- 2006 : Académie Nationale de Metz, prix Art et conservation du patrimoine

## Distinctions
- Chevalier de l'ordre des Arts et des Lettres (2001)

## Publications monographiques
- Monographie Jean Luc Tartarin, textes Sally Bonn, Laurent Le Bon, Régis Durand, éditions Somogy, 2010  (ISBN 978-2-7572-0411-5)
- Lei, textes de Muriel Enjalran, Eric corne, Édition Musée Georges de la Tour, Vic-sur-Seille, 2005
- Grands Paysages, Bestiaire, Fleurs et Ciels 1997-2002, texte Régis Durand, édition Conseil général de la Moselle, 2002
- Arbres 1983-1989, textes Régis Durand, Alain Coulange, Bernard Huin, Édition Musée d'art ancien et contemporain, Épinal, 1995
- Fragments, Venezia 1989-1991, texte Éliane Escoubas, Bibliothèque nationale, Paris, 1992  (ISBN 2909-588-01-7)
- Un tout de nature Textes Éloïse Conesa et Pierre-Jean Sugier, Fondation Fernet Branca, 2019  (ISBN 978-2-9570552-1-0)

## Catalogues
- La Photographie Créative, J.C. Lemagny, Contrejour, 1985
- Les Collections photographiques Frac, Frac Limousin, 1986
- Œuvres photographiques, Frac Lorraine, 1990
- La Photographie dans les Collections Publiques, Paris, Musées Nationaux, 1992
- Lo Spessore dello Spazio, Ino Mostre, Milan, 1992
- La matière, l’ombre, la fiction, Jean Claude Lemagny, Nathan/BN, 1994
- Dans le champ des étoiles, Musée d’Orsay, Paris, 1999
- Prix d’Art Robert Schuman, Musée de Metz, 2001
- La disparition, Biennale de Liège, 2002
- Un bestiaire fabuleux, Daelin Museum, 2003
- Portraits-Visages, Bibliothèque Nationale, Paris, 2003
- Traversées du Paysage, Le 19, Centre d’art contemporain, Montbéliard, 2004
- Portraits d'arbres, Musée d’Évreux, 2004
- Images au Centre, 2005
- L’Amour des Images, Musée de l’image, Épinal, 2006
- L’excès et le reste, Régis Durand, éditions de la Différence, 2006
- Portrait et Paysage du XXIe siècle, Filipson Édition, 2008
- Les nuages…Là bas…Les merveilleux nuages, Édition Somogy, 2009
- Les territoires du désir, Muma Le Havre/Somogy, 2011
- Point de vues, art contemporain et paysage, Le 19, Crac, Montbéliard, 2012
- Catalogue Mois de la Photo à Paris, 2012
- Lumière, Château de Malbrouck, Manderen, 2014
- La Photographie Française au XXe siècle, centre de recherche et d’archives de la Photographie, Pordenone, Italie, 2015
- Le Mur, Collection Antoine de Galbert, La Maison Rouge, Paris
- Silence de la photographie, J. C. Lemagny & Steven Bernas, L’Harmattan 2015